# Santa Elena Canyon Trail
Le Santa Elena Canyon Trail est un sentier de randonnée américain dans le comté de Brewster, au Texas. Il est entièrement situé au sein du parc national de Big Bend, où il pénètre dans le canyon de Santa Elena.